# 코민테른 12월 테제
코민테른 12월 테제란, 1928년 12월 코민테른 집행위원회 정치서기국이 채택한 조선공산당 재조직에 관한 결정서를 말한다. 약칭 12월 테제라고 한다.
1928년 7월~8월 모스크바에서 열린 코민테른 제6차 대회의 결정서에서 '식민지, 반식민지국가에서의 혁명운동에 대하여'에 기초한 것으로, 정식명칭은 '조선농민 및 노동자의 임무에 관한 테제'다.
이 '테제' 내용에 따르면, 조선공산당은 종전과 같은 인텔리 중심의 조직방법을 버리고, 공장, 농촌으로 파고들어가 노동자와 빈농을 조직해야 하며, 민족개량주의자들을 근로대중으로부터 고립시켜야 한다는 내용이다.
이전의 코민테른이 주창한 '민족주의 세력과 협동해야 한다.'는 기존의 방침과는 달리 상당히 좌편향적인데, 이는 코민테른이 식민지국가에서의 민족 부르주아 세력에 대한 평가가 달라졌기 때문이다. 즉, 코민테른에서는 '식민지 민족 부르주아는 제국주의에 대해 일관된 입장을 취할 수 없고, 혁명 진영과 제국주의 진영 사이를 동요하다가 결국 반혁명진영으로 옮아간다'고 본 것이다.
'12월 테제'는 당시 한국 공산주의 운동에 커다란 영향을 미쳤다. 이후 민족통일전선 신간회가 해체되고 적색노조운동 및 적색농조운동이 전개되었고, 조선공산당은 수차에 걸친 검거사건으로 주요당원들이 거의 검거된 상태였으므로 해체 성명도 없이 자동해체되었다. 일본, 만주에 있던 당조직도 1국1당 원칙에 따라 각각 중국공산당, 일본공산당으로 흡수되었다.

## 참고서적
- 《한국근현대사사전》, 가람계획, 2005년